# Стрітенська волость
Стрітенська волость — історична адміністративно-територіальна одиниця Маріупольського повіту Катеринославської губернії із центром у селі Стрітенка.

Поселення волості:
- Стрітенка — колишнє